# Nederlands Verbond van Mandoline Orkesten
Het Nederlands Verbond van Mandoline Orkesten (tot eind jaren 50 Nederlands Verbond van Mandoline-Federaties) is een Nederlands koepelorgaan waarin meerdere mandolineorkesten zich hebben verenigd. 
Kort na de Tweede Wereldoorlog schoten mandoline-orkesten in Nederland als paddenstoelen uit de grond. Om samenwerking tussen deze verenigingen te bevorderen, werd in 1947 het verbond opgericht.  Het verbond organiseerde door de jaren heen verschillende concours en festivals in samenwerking met lokale orkesten. 
De organisatie kreeg lange tijd staatssubsidie.  Hier zaten wel enige maatschappelijke verplichtingen aan verbonden, zoals de vereiste om in bejaardencentra te spelen.  Wel leverde het in 1972 een eigen lied op. Dat jaar gaf Minister Engels van cultuur, recreatie en maatschappelijk werk aan Jurriaan Andriessen de opdracht om een korte compositie voor mandoline-orkesten te schrijven, ter gelegenheid van het 25-jarig bestaan van het NVvMO. 
De populariteit van de mandoline zakte in in de jaren 1960, met als dieptepunt 1972. Volgens Bas Visser, toenmalig voorzitter van de NVvMO, kwam dit door de opkomst van de televisie, en het weinig serieuze kampvuurimago dat er aan de mandoline kleefde, door liedjes als "De Wandelclub (Jo met de banjo)" van Toon Hermans. Vanaf 1973 nam de belangstelling voor het instrument weer toe. In 1977 speelden er in Nederland naar schatting zo'n 1400 leden bij 50 mandolineorkesten.  In de jaren 80 was dit verder toegenomen tot zestig mandoline-orkesten, wat na Duitsland en Japan het grootste aantal orkesten per land was. 